# Бланзе сир Бутон
Бланзе сир Бутон (фр. Blanzay-sur-Boutonne) насеље је и општина у западној Француској у региону Поату-Шарант, у департману Приморски Шарант која припада префектури Сен Жан д'Анжели.
По подацима из 2011. године у општини је живело 92 становника, а густина насељености је износила 16,0 становника/km². Општина се простире на површини од 5,75 km². Налази се на средњој надморској висини од 33 метара (максималној 57 m, а минималној 26 m).

## Демографија
| 1962. | 1968. | 1975. | 1982. | 1990. | 1999. | 2011. |
| ----- | ----- | ----- | ----- | ----- | ----- | ----- |
| 145   | 146   | 134   | 105   | 83    | 86    | 92    |

График промене броја становника у току последњих година